# Funder
Funder er Silkeborgs sydvestligste bydel, beliggende 8 km fra centrum. Mod nordøst grænser den til Funder Bakke.
Bydelen hører til Funder Sogn. Funder Kirke ligger i Funder Kirkeby 2 km nordvest for Funder.

## Faciliteter
- Tollundskolen Afdeling Funder, har i 2025, 613 elever[2]. I takt med områdets store udvikling viser Silkeborg Kommunes plan for at skolen vil blive 3-sporet og med tiden også skulle kunne bære 4 til 5 spor når Silkeborg Kommune er færdig med at bygge, med plads til over 1000 elever.[3]
- Funder Gymnastikforening benytter Funderhallen og tilbyder fodbold, håndbold, gymnastik/fitness og volleyball. Lokalt har man længe ønsket en ekstra hal med de mange flere beboere. Silkeborg Byråd valgte i 2025 at godkende anlægsbevillingen til en hal nummer 2, hvor især lokalområdet har samlet et milionbeløb ind for at kunne muliggøre et byggeri af en ny hal.
- Funder Børnehus med børnehave og vuggestue åbnede i 2016.[4]
- Funder Plejecenter har 30 plejeboliger og 10 boliger for demente.
- Funder har supermarked og bageri.

## Historie
Funder var oprindelig en landsby i Funder Sogn, Hids Herred). Landsbyen omfattede i 1682 14 gårde. Det samlede dyrkede areal udgjorde da 376,2 tønder land skyldsat 48,56 tønder hartkorn. Dyrkningsformen var græsmarksbrug med tægter.

### Landevej
Landevejen Aarhus-Silkeborg-Herning-Ringkøbing, der blev anlagt i 1850'erne, passerede Funder Sogn. Det høje målebordsblad fra 1800-tallet viser en kro på landevejen ½ km vest for Funder.

### Jernbane
Funder fik station på Silkeborg-Herning Jernbane, der blev indviet i 1877. Banen fulgte Funder Ådal for at krydse den jyske højderyg. Derfor kom Funder Station til at ligge 2 km sydvest for Funder, så jernbanen kun fik ringe indflydelse på byens udvikling.
Funder blev i 1901 beskrevet således: "Funder, ved Landevejen, med Skole, Forsamlingshus (opf. 1897), Mølle, Kro og Jærnbanehpl." Det lave målebordsblad fra 1900-tallet viser desuden et mejeri ½ km mod vest ad vejen til kirkebyen.
I 1920 blev Funder Station jernbaneknudepunkt, da strækningen Brande-Funder blev indviet som den sidste etape af Diagonalbanen Randers-Esbjerg. Diagonalbanen blev nedlagt i 1971. Stationsbygningen er bevaret som privat bolig på Funder Ådalsvej 2. Lidt sydvest for stationen starter Funder-Ejstrup Natursti, der benytter Diagonalbanens tracé.

### Bydannelsen
Efter at Funder Bakke blev udbygget som parcelhuskvarter i midten af 1900-tallet er turen kommet til Funder, hvor der især efter år 2000 er sket en stor udvikling.